# Хънтсвил
Хънтсвил (на английски: Huntsville) е град в Алабама, Съединени американски щати, административен център на окръг Медисън. Основан е през 1805 и носи името на първия заселник Джон Хънт. В Хънтсвил се намира Центърът за космически полети „Джордж Маршал“, първата изследователска база на НАСА. Населението на града е около 180 105 души (2010).

## Личности
Родени
- Джими Уейлс, основател на Уикипедия
- Майкъл Браун (?), астроном
- Дебора Ан Раян по известна като, Деби Раян, актриса

Починали
- Петър Петров (1919 – 2003), български инженер

Други личности, свързани с Хънтсвил
- Вернер фон Браун (1912 – 1977), немски учен, работи в града през 1960-те